# Wilamowice

Stadens vapen

Wilamowice, (wymysöriska: Wymysöu), (tyska Wilmesau) är en stad i Śląsk vojvodskap i södra Polen. Wilamowice har 2 818 invånare (2006).
I Wilamowice talas det hotade språket vilamoviska / wymysöriska (av dem själva kallat wymysiöeryś).

## Personer från Wilamowice
- Józef Bilczewski, ärkebiskop, helgon